# Krajský soud v Hradci Králové
Krajský soud v Hradci Králové je krajský soud se sídlem v Hradci Králové, který má od roku 2003 zřízenou pobočku v Pardubicích. Rozhoduje především o odvoláních proti rozhodnutím okresních soudů, které se nachází v jeho obvodu. Sám jako soud prvního stupně rozhoduje ve specializované agendě (nejzávažnější trestné činy, insolvenční řízení, spory ve věcech obchodních korporací, hospodářské soutěže, duševního vlastnictví apod.), o odvoláních pak rozhoduje Vrchní soud v Praze. Vykonává také agendu správního soudnictví. Budova krajského soudu se nachází v ulici Československé armády, pobočka v Pardubicích sídlí v bývalé budově průmyslové školy chemické v ulici Na Třísle v těsném sousedství okresního soudu.
Krajský soud v Hradci Králové vznikl roku 1850, po roce 1949 do jeho působnosti přešlo území zrušeného krajského soudu v Jičíně a po roce 1960 navíc krajského soudu v Pardubicích, tedy i dřívějšího krajského soudu v Chrudimi.

## Soudní obvod
Přímo do obvodu Krajského soudu v Hradci Králové patří obvody těchto okresních soudů:
- Okresní soud v Havlíčkově Brodě
- Okresní soud v Hradci Králové
- Okresní soud v Jičíně
- Okresní soud v Náchodě
- Okresní soud v Rychnově nad Kněžnou
- Okresní soud v Semilech
- Okresní soud v Trutnově

Pobočce v Pardubicích je svěřena většina věcí z obvodů těchto okresních soudů:
- Okresní soud v Chrudimi
- Okresní soud v Pardubicích
- Okresní soud ve Svitavách
- Okresní soud v Ústí nad Orlicí

## Budova

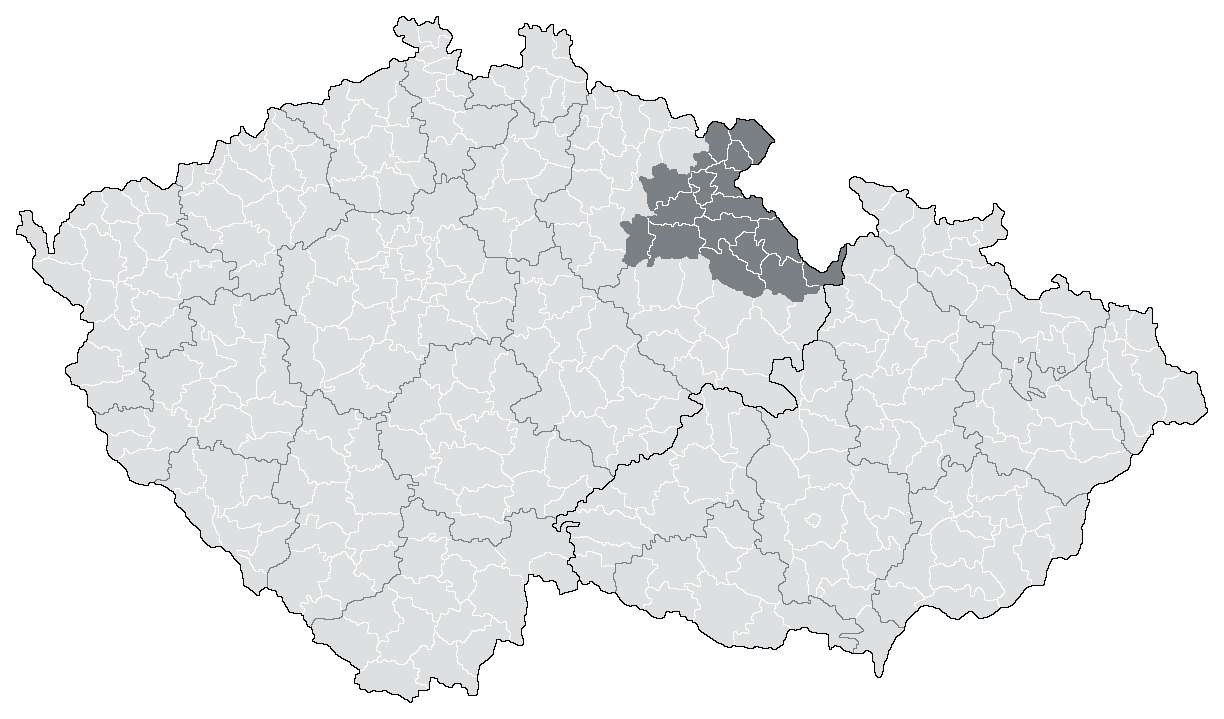
Obvod bývalého Krajského soudu v Hradci Králové k roku 1930

Starý Hradec Králové byl spoután mohutným vojenským opevněním, které začalo být bouráno až po roce 1866. Tehdy se naskytla příležitost vybudovat pro hradeckou justici důstojné reprezentativní sídlo, což však prosadil až po vzniku samostatné republiky tehdejší prezident krajského soudu JUDr. Vavřinec Sláma v součinnosti se známým a dlouholetým hradeckým starostou JUDr. Františkem Ulrichem. Soudu byl městem věnován vhodný pozemek na okružní třídě a veřejnou soutěž vyhrál roku 1932 Ing. arch. Václav Rejchl, který se mj. podílel i na regulačním plánu města. Jeho projekt byl na čtyřpatrovou budovu v netradičním pětiúhelníkovém tvaru, tím však kopírovala podobu bývalého vojenského kavalíru, který zde dříve stával. Město stavbu schválilo roku 1933 a už 21. října 1934 byla soudní budova za přítomnosti ministra spravedlnosti, prezidenta vrchního soudu, členů Národního shromáždění a dalších významných hostí slavnostně otevřena. V nové budově sídlil krajský a okresní soud, státní zastupitelství i věznice, takže celá místní justice byla soustředěna na jednom místě (do té doby ovšem okresní i krajský soud sídlily v budově staré radnice na Velkém náměstí).
Budova krajského soudu byla vystavěna ve funkcionalistickém stylu a u vstupního schodiště je doplněna dvěma pískovcovými sochami symbolizujícími Právo a Spravedlnost od sochaře Josefa Bílka. Vpravo stojící Právo je představeno přísným mužem v římském rouchu, který drží v pravé ruce pergamen a opírající se o meč, pod nímž je umístěna velká kniha. Vlevo stojící Spravedlnost je zpodobněna jako hrdá mladá žena držící váhy a s pravou rukou vztyčenou. Ve vestibulu je navíc umístěna busta T. G. Masaryka. Druhou polovinu tohoto pětiúhelníkového areálu tvoří Vazební věznice Hradec Králové.